# Parlamentario foral
Un parlamentario foral es un miembro del Parlamento de Navarra o del anterior Parlamento Foral. Se prefiere esta denominación a la de diputado que se utiliza en otros parlamentos autonómicos para no confundirse con los miembros de la Diputación Foral o Gobierno de Navarra.
- Datos: Q6061794